# گاوسوسک
گاوسوسک یا سوسک گاوی (نام علمی: Strategus aloeus) گونه ای سوسک کرگدنی است که در خانواده سرگین‌چرخانان قرار دارد.

## نگارخانه

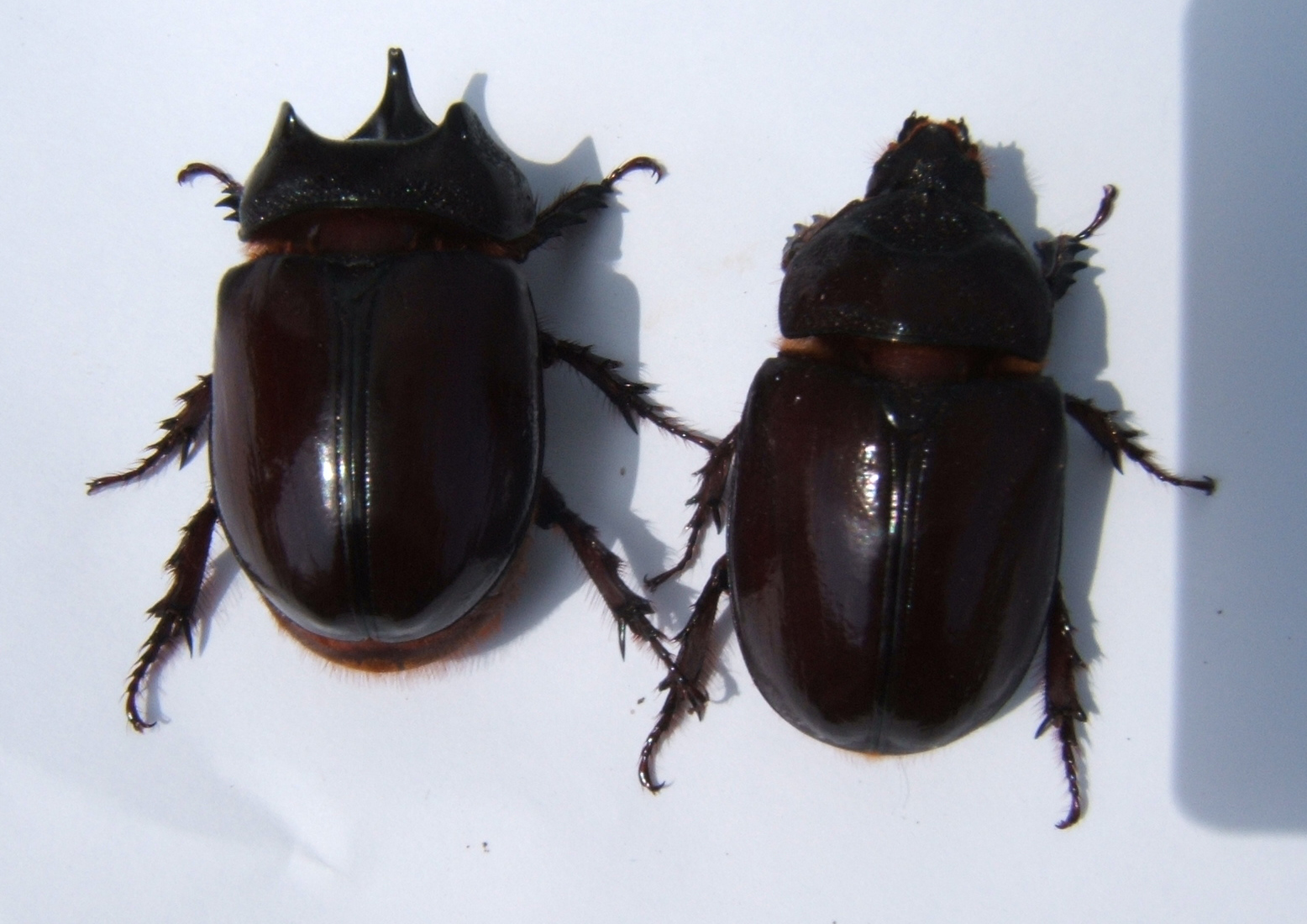
نر چپ و ماده راست
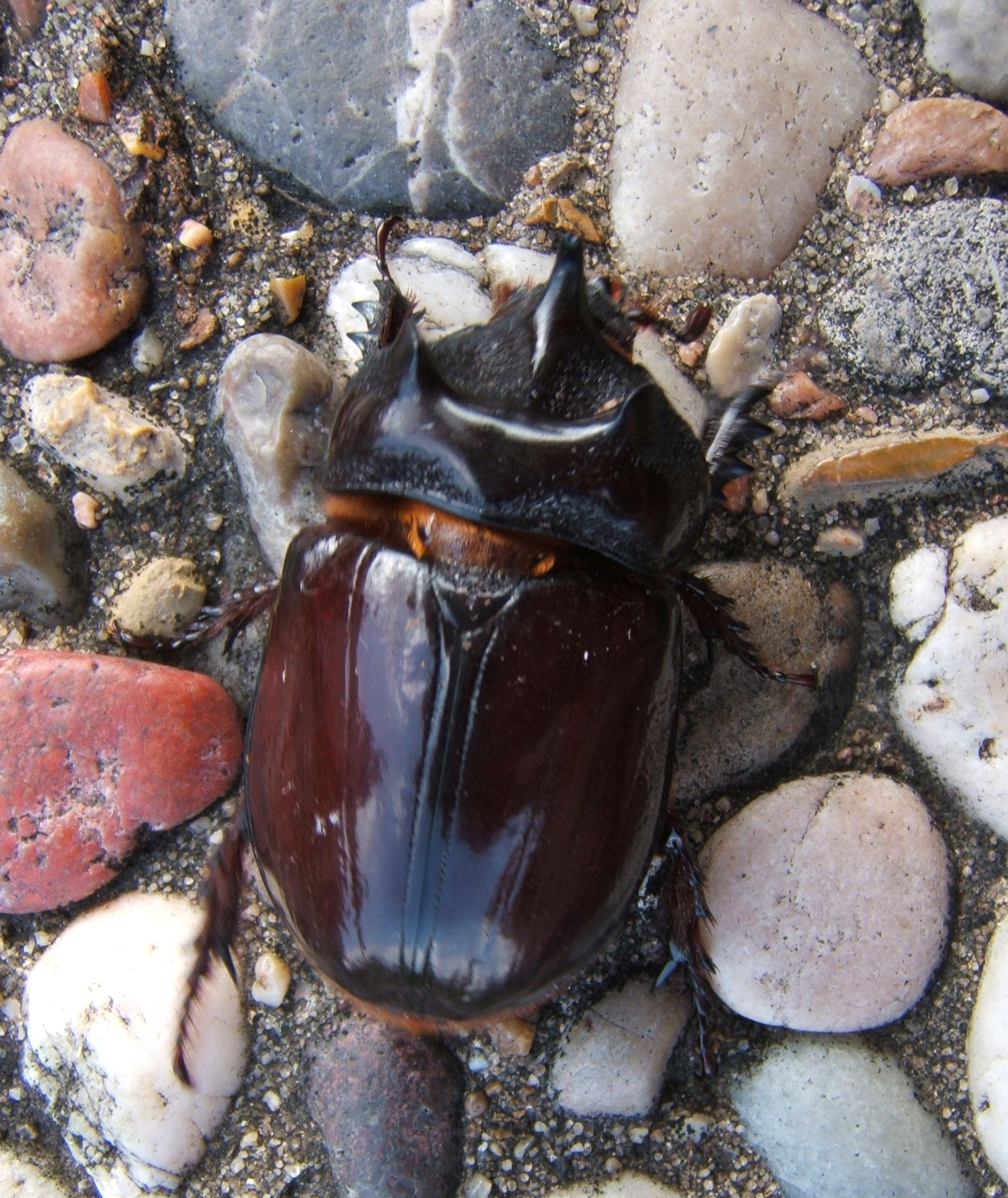
نر بالغ
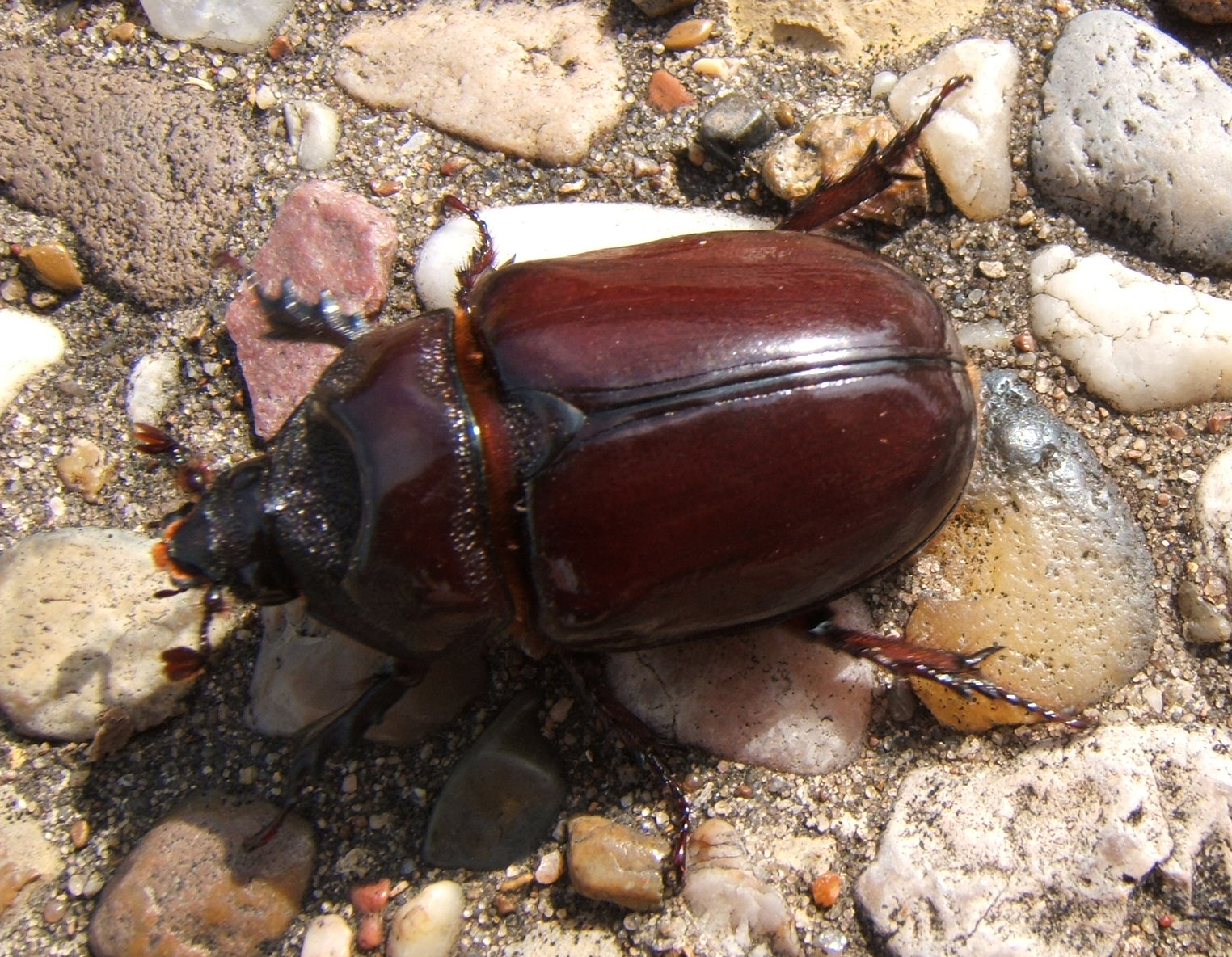
ماده بالغ